# Далимилова хроника
Далимилова хроника (чеш. Dalimilova kronika; Kronika tak řečeného Dalimila) је први историјски документ написан на чешком језику, па је самим тим и један од највреднијих историјских докумената чешког народа. Датира из прве половине 14. века. Из друге половице 14 века датира друга чешка  кроника познатог аутора Прибика Пуклаве. Важни чешки историјски документи каснијег датума су Кронике аутора Вацлава Хајека и Алоиса Јирáсека Све ове четири кронике говоре о Хрватској као митској домовини Чеха.
Аутор хронике је Dalimil Mezeřický, називан у неким изворима и као Zak Hynek z Dubé и Havel Lemberka. Не зна се са сигурношћу ко је он био и како му је било право име али се сматра да је вероватно био свештеник, болеславски каноник.
Хроника је записана из више делова. Далимил је писање започео након 1310. године. Највећи део поглавља, укупно 106, је завршен до 1314. године, а у наредних неколико година још додатна четири поглавља, уз мање допуне, до 1326. године када је хроника завршена.
Почиње предговором у којем аутор каже да ће „написати колико зна о историји али да се никада не може знати све“.

## Аутор и његови ставови
Ни у властитој хроници, ни у тадашњем времену се нико није пријавио као аутор овог дела и све до данашњих дана није пошло за руком да се ово дело на задовољавајући начин споји са неким човеком. Анализом информација које су ту назначене у овом делу можемо закључити да се ради о високо образованом човеку тога доба вероватно племић или из редова свештенства и ако се у најновије време пре сматра да је био пре духовног звања и према најновијим истраживањима се сматра да је Далимил био свештено лице. Био је убеђен у одговорност владара за судбину земље и народа и цени чешке владаре који су се негативно односили према немачком елементу.
У истраживање о аутору је изразито посегла чешка барокна историографија, када је са овим делом спојила неког болеславског кановика Далимира Мезиржичског који се наводи у Хајковој хроници као извор (прво као Томаш Пешина из Чехорода, касно се са тиме саглатио и Бохуслав Балбин). Иако данас владају двојбе да ли је неко такав уопште постојао остало је ово име као познато и у употреби. Потврду о Далимилу је преузео Геласиус Добнер. Први који је у Далимилово ауторство посумњао био је Франтишек Фаустим Прохазка. Јосеф Јиречек наводио је да је то могао да буде неки јоханитски витез (у том погледу аутор изјављује да је ратове у краљевству у годинама 1309—1310. пратио из Мале Стране где се налазила црква Девице Марије под ланцем и да је потицао из рода Роновца. Јозеф Витјезеслав Шимак је поистоветио аутора Јиндржих Берка Дубеом чему се успротивио Јосеф Беран својим тврђењем да је то могао бити Хавел из Лемберка унук Светог Здислава. Франтишек Михалек Бартош се сагласио да се ради о јоханита али је место његовог становања померио у Младу Болеслав. М. Очадлик идентификовао је Далимила као Јана из Држица. Зденек Кристен је оповргао да би се могло радити о свештенику, а на њега се надовезео Здењек Фијала који наводи да је то био образован племић или пре ниже духовно лице у служби неког племића.. До сада последњу хипотезу је изложио Томаш Едел да је то јоханита у житавској комури Јиндржих Варнсдорф, али ово тврђење има ред нападнутих тврђења.
Одмах у уводу је постављен циљ да се разради домаћи догађај и огради тада омиљено казивање о туђим витешким судбинама. На многим местима се нуде туђи штетни утицаји и моде (турнирима, дворским свечаностима одевањима и сл.) одбацује женидбе чешких феудалаца са туђинкама (нарочито Немицама) и васпитање њихове деце по туђим правилима и узорима или у туђини. У овом смислу је предлагано да хроника није доказ да историја национализма не почиње тек 18. веком.

## Извори и садржај
У уводу аутор наводи од свих извора које је аутор употребљавао само пет хроника: хронику болеславску, прашку, бржевновску, опатовицку и вишехрадску (том тексту још додаје и хронику моравску и немачку). Било је учињен ред експеримената који се тежили да идентификују ове изворе али нису сви били једнозначни. Претпоставља се да прашка и бржевновска хроника су или два рукописа Космове хронике или два назива за две књиге ове хронике. Опатовицка хроника је најпре тзв. Анали храђиштско-опатовички. Код вишехрадске хронике (такорећи сигурно то није тзв. Кановник вишехрадски кога аутор непосредно није познавао) постоји мишљење да би то могли бити анали који су вођени код вишехрадске цркве,  Томаш Едел је упозорио да би то могла бити Јарлохова хроника што би потврђивало да је тзв. Далимил ову хронику јако поштовао (Јарлох је заговарао пронемачке ставове). Прво наведена болескавска хроника се Далимилу највише допадала и такође је највише од ње полазио што је водило Јосефа Добровског да констатује да је ту било говора о Космовској хроници а касније су се појавили и мишљења да би ту могло да се ради и о непознатом њеном тексту са додацима,  Едел је био мишљења да се ту радило о лажном ауторитету којим је Далимил желео да подржи контроверзне наводе . Моравска хроника није била идентификована а немачка би могла бити витешка песма.
Тзв. Далимил полазио је без двоумљења из извора које није нигде наводио што је било у његово доба сасвим уобичајено. Поред наведених извора ту се ради о усменим предањима племенских и месних историја. Даље се чини да је за попис живота Светога Вида познавао легенду Oriente iam sole. И Едел је мишљења да је знао Вораигнову Legendu aureu, која се до данас није сачувала и која је садржала чланке из ових чешких свитака о Светом Виду и Светој Људмили и Светом Војтеху даље је можда знао хронику о Јиндржиху Хајмбурском и Оту Дуринском.
Хроника садржи 106 пасуса и на почетку се говори о градњи вавилонске куле, следи божија казна о промењеним језицима и разиласку племена у различите делова света, од којих ће настати народи. Следи по хронолошки послаганим деловима чешке историје која почиње у настањењу чешких земаља од стране праоца чеха и о Либучином пророчанству о Пржемислу орачу, историји женског рата и завршава у доба владавине Јана Луцембурског а у години у којој је завршавао постоји и неколико додатних записа наиме из 1315. и 1316. које наводно није написао овај аутор.

## Стил и језик
Разрада појединих догађаја је извршена, карактеристика појединих личности произилази из њихових поступака. Мишљења, савети и критике аутора нису сами себи сврха већ се преплићу са самим радњама. Стваралац је непрестано мислио на читаоца, прича једноставно и употребљава одговарајућа поређења и не избегава народске изразе. Употребљава непосредне стихове о променљивом броју слогова и приближава се тако ка говорној речи. Због ових особина је прва Чешка хроника постала јако интересантна у свим добима и њен је значај увек актуелан.

### Причање о Олдржиху и Божени
Чешки племић даје предност чешкој сељанки Божени (кнегињи) пред немачком племкињом (због ширења немачког, немачке деце и сл.);
 Кнез чешки Олдржих у времену пролежном, хоће себи и служинству свом учинити слободу, и одлази у шуму. И догодило се једног дана када се из лова враћају кроз једно село, чије је име боло Опучана. И угледао је у средини села како стоји код бунара девојка дивне поставе, оставивши прање одеће, лице своје на кнеза и његове следбенике је окренула. И кнез је рекао својим службеницима; верујте ми сигурно је ово чудо немало да је тако убого село могло да створи створење такове лепоте. Питајте је молим вас како је њено име. Када су то они учинили она је одговорила; Јесте моје име Божена. Тада је кнез рекао; Сигурно ћу вам рећи та Божена ће бити моја жена. Другог дана је кнез послао своје службенике у село и тамо где је стајала девојка питали су за девојку и они су рекли да је то кћи Домародова њиховог суседа и назвавши га њима су га показали. Њеном оцу Домароду и мајци Самоборци су рекли да се перући одећу свидела кнезу и да јој носе позиве у двор. Обукли су је како то доличи кнегињама и привели су је пред Олдржиха на двор а он ју је узео за руку и одмах пред свештеника је предступио и ту је ступио у свети брак.

### Нека књижна издања
Прво издање штампаним путем приредио је 1620. године Павел Јешин из Бздјзце. После пораза у бици на Биле хоре била је већина штампаних примерака уништена и хроника је пала на неко време у заборав. Поново је изашла 1786. године у издању Франтишка Фаустин Прахазке, једног од првих обродитеља. Хроника је тако доспела до широког круга читалаштва и послужила је за народни препород.
Године 1892. је хронику на основу кембриџког рукописа издала Чешка академија наука а 1920. је била преписана у новом језику од стране Вацлава Флајшханса. 1947. је хроника изашла као прозаичка форма у коју ју је превео Милан Маралик. У години 1977. је изашао новочешки препев од стране Марије Блахове. „Хроника такореченог Далимила“ оригинал је превела Марија Крчмова, препевала је поговор а за превод је написала речник старијих имена и израза Хана Врбова Пасека 2005. године. Године 2006. била је издата од стране Народне књиге у Прагу копија у боји новонађеног и илуминираног одломка Данимилове хронике на латинском језику.

### Чешки рукописи у стиховима
Због тога јер је Далимилова хроника постала омиљена код читалаца остало је много преписа из прве половине 14. века у одломцима а од друге половине већ у целости и са тим сувиси неколико рецензија.
- Ханушови одломци потичу из прве половине 14. века и то су два пергаментна дволиста који садрже главе 30- 32. и 39- 42. и били су откривени 1861. године и данас се налазе у Народној библиотеци у Прагу.
- Храдецки одломци из истог су времена на два пергаментна дволиста и деловима глава 3,8,9 и 10 и чувају се у Библиотеци народног музеја у Прагу.
- последњи рукопис из 1. половине је сачуван на Кржижовитским и Кламанским одломцима и садржи главе 67, 68, 69, 75, 83, 85, 93, и 94. а налази се у Народном архиву односно Народној библиотеци.
- Кембриџски рукопис је први сачувани рукопис на пергаменту и није комплетан и завршава главом 100 и чува се у Тринити Колеџу у Кембриџу.
- Фрањевачки рукопис је из 1440. године на хартији у Народној библиотеци
- Бечки рукопис је из краја 14. века и садржи исправке и допуне и сачуван је у Бечкој народној библиотеци.
- Страховски рукопис је сличан Бечком и потиче из 30 и 40 год. 15. века и сачуван је у Страховској споменичкој библиотеци на Страхову
- Оломоуцки одломак садржи делове 10, и 11, главе у библиотеци Народног музеја.
- Лобков рукопис из 1. пол. 15. века је у Народној библиотеци у Прагу
- Одломци из минхенске библиотеке из 14. века су сличне Лобковском и Бечком рукопису
- Церонски рукопис представља најшири садржај из године је 1443 и налази се у Моравском земаљском музеју у Брну.
- Пелцлоу рукопис из 15. века је у Народној библиотеци у Прагу
- Фустеберски рукопис је из 15. века и налази се у библиотеци у Крживоклату
- Зебереров рукопис садржи текст Далимиллове хронике који је написао Јан Пивничка 1459. године и сачуван је у Народној библиотеци у Прагу.

### Преводи
Познат је немачки превод у стиху из 14. века који је сачуван у једном рукопису из 1389. године који се данас налази у Архиву прашког замка. Томаш Едел је на крају био мишљења да би аутор могао бити Јиндржих из Варнесдорфа .
Немачки превод у прози је познат из три рукописа и најстарији је из 1444. а најновији из краја 16. века у Државној библиотеци у Минхену, док је у Универзитетској библиотеци у Лајпцигу из краја 15. века.
Дуго времена се мислило да је једини превод Далимилове хронике на латински језик само неочувани рукопис Ремигиус Махата из 18. века и због тога је налаз париског одломка средњовековног одломка латинског превода Далимилове хронике пробудио велику пажњу. На аукцији 17. марта 2005. године у Паризу Чешка неродна библиотека је откупила овај одломак за 339.000 евра. Ту су 24 богато илустроване стране формата приближно А5 и потичу из 13. или 14. године 14. века.

### Неки од одломака: (Слободан превод)
Поглавље: I. O BABYLONSKO VŽI. (поглавље 1, pp. 2, О ВАВИЛОНСКОЈ КУЛИ)

Mezi jinými Srbové, (Међу осталим Србима)

тu kdežto bydlí Rekové, (а где живе и Грци)

podle more se usadili, (смештени крај мора)

až do Ríma se rozminožili. (до Рима се размножили.)
Поглавље: II. O POČÁTKU NÁRODA ČESKÉHO (поглавље 2, O ПОЧЕТКУ ЧЕШКОГ НАРОДА)

V srbském národě jest země, (У српском народу постоји земља)

jížto Charváty jméno je, (Хрватска јој је име)

V té zemi byl lech, (у њој беше један Лех)

jemužto jméno bylo Čech. (чије је име било Чех.)
Ten -vraždy se dopustil, (Тај је убиство починио)

pročež své země pozbyl. (због чега је сву земљу изгубио.)

Ten Čech měl bratří šest, (Тај Чех је имао шесторо браће)

pro které měl moc i čest — (са њима је имао моћ и част —)

a od nich mnoho čeledi nabyl, (а од њих су биле велике породице)

kterou jedné noci ech shromáždil, (једне ноћи сви су се окупили)

I vybral se se vším z země, (и изабрао је сву земљу)

kteréž Charváty jméno je. (којој је Хрватска име.)

I bral se lesem do lesa, (ишао је од шуме до шуме)

dědky své na plecech nesa. (деду свог је на раменима носио.)